# Fulica
Fulica este un gen de păsări care face parte din familia Rallidae.